# Garawa
Garawa (též Garrwa, Gaarwa, Karawa nebo Leearrawa) je poslední živý jazyk z jazykové rodiny garawanských jazyků. Garawanské jazyky jsou někdy spojovány s velkou jazykovou rodinou pama-nyunganských jazyků (v rámci kontroverzní teorie makro-pama-nyunganských jazyků).

## Rozšíření a počet mluvčích
Jazykem garawa mluví austrálský domorodý kmen Garrwů, jejichž území se tradičně nacházelo na jižním pobřeží Carpentarského zálivu, na pomezí Severního teritoria a Queenslandu.
Podle průzkumu z roku 2012 má jazyk garawa 59 mluvčích, podle průzkumu z roku 2016 má ale jazyk mluvčích 129.